# シューティングゲーム

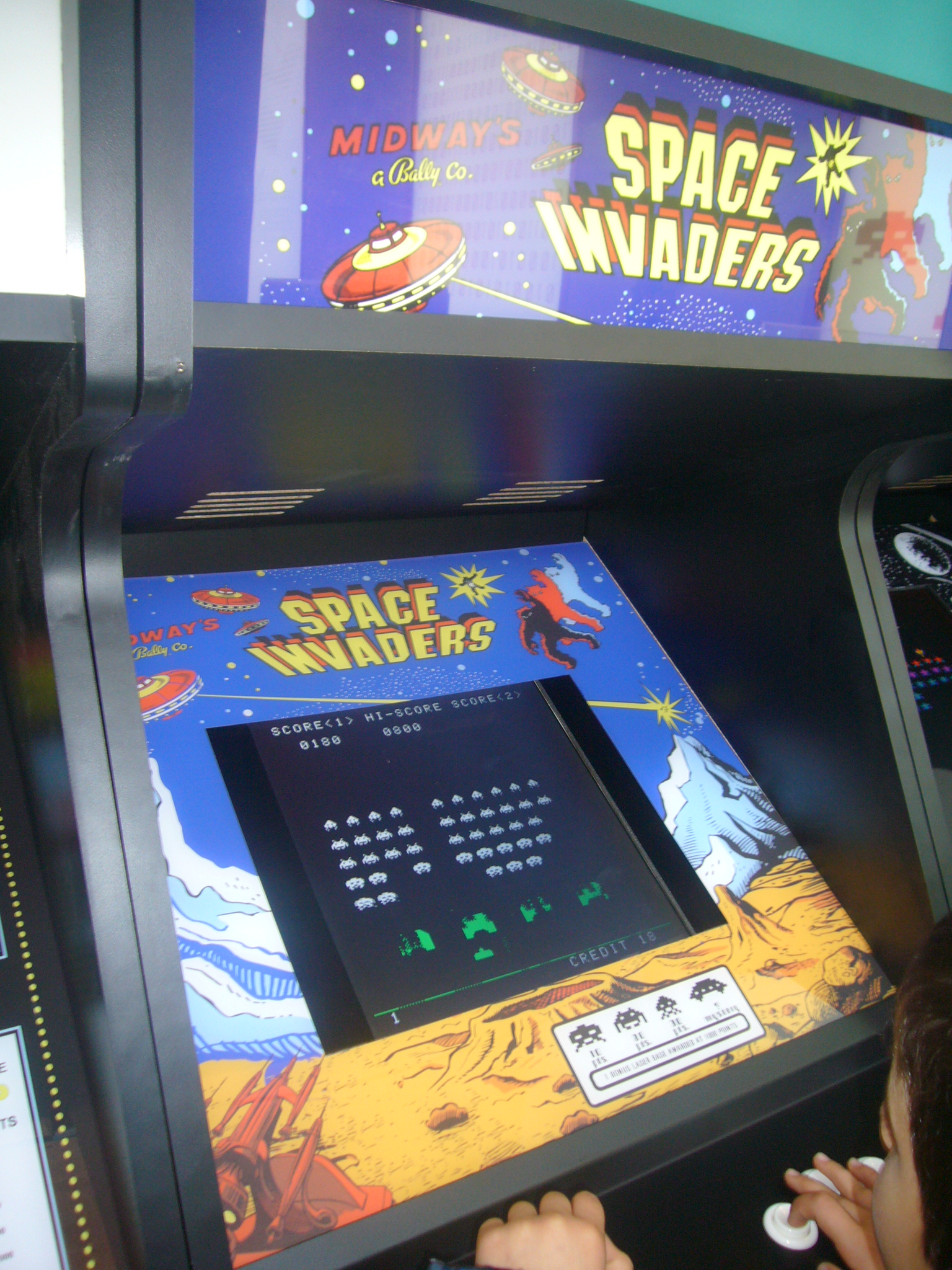
タイトー「スペースインベーダー」

シューティングゲーム（和製英語: shooting game、英: shooter game）は、敵を撃つことがメインの、コンピュータゲームのジャンルのひとつ。STGやSHTと略記される場合もある。主に弾丸やレーザー光線などの飛び道具を用いて敵を撃つことがゲームの中心である。

## 概要
広義のアクションゲームの下位概念、と分類する方法もあり、アクションゲームとは区別する分類方法もある。中にはアクション要素のあるシューティングや、シューティング要素のあるアクション、また完全に中間に位置するゲームなどがあり、両者の判別を困難にしている（それらを大別して「アクションシューティング」、あるいは「シューティングアクション」と呼ぶこともある）。
作中の時代設定および世界観設定に関しては様々であるが、未来を舞台にしたSF色の強い作品やミリタリー色の強い世界観設定の作品が多い。一方で、『1942』シリーズのように過去を舞台にした作品、『ストライカーズ1945』シリーズのように過去の時代をベースにしつつもSF色の強い世界観を描いた作品もある。

### 呼称
言葉自体は1970年代前半の光線銃ゲームで使われているが、この頃は射撃ゲームとほぼ同じ意味だった。電子ゲームでは1980年の『スペースシューティング』『スリムボーイ シューティングゲーム6』、『アスキー』1980年8月号掲載の「タンク・シューティング」がある。
日本ではスペースインベーダーのヒット以来、数々の2DSTGが産まれシューティングゲームの代名詞となった。昨今（2000年以降）では2DSTGから分化した各種3DSTG（FPS、フライトシューティング、ガンシューティングなど）が増加、多様化しているため、日本国内でもシューティングゲームというとき2DSTGを指すか3DSTGを指すかで誤解が生じることがある。2DSTGと呼べば誤解は生じないが、今度は2DSTGという単語そのものの認知度が低いという問題が生じる。
一般的にシューティングゲームと呼ばれるゲームがアクションゲームとされていたことがあり『ログイン』1983年5月号で『ゼビウス』を「戦闘（アクション）ゲーム」とルビが振られ、1983年8月発売の『こんにちはマイコン』第2巻の目次にあるゲームジャンル紹介でアクションゲームを「スペースインベーダー等の、反射神経を競うゲーム」と説明していた。『ログイン』では1983年3月号の『UFOパニック』の広告で「シューティングゲーム」とあるのが雑誌や広告類での使用の早い例とみられ、1983年12月号のシューティングゲーム紹介記事では『アルフォス』が「スクロールゲーム」とされていた。「シューティング」の語が広まったのは1982年公開のアニメ映画『機動戦士ガンダムIII めぐりあい宇宙編』が関係しているという見方があり、予告編で「GUNDAM LAST SHOOTING」や宣伝ポスターで「Last Shooting!」とあったのが影響したという説がある。

### 分類・種類
シューティングゲームの分類はいくつもあるが、たとえば 2Dシューティング / 3Dシューティング と大別する方法がある。
2Dシューティングは、画面内に表示されるものが2次元的、つまり平面的に表示されるもの。3Dシューティングゲームは、画面内に世界が3次元的・立体的・透視図法的に表示されるもので、コンピュータのCPUの処理能力・オブジェクト指向プログラミング・ポリゴン技術などの発達により、コンピュータのデータ空間内のシミュレーション的なデータ処理やそれを視覚的に表示する技術が実現したことによって可能になったもの。なお2Dと3Dの中間的なもの、本当の3D技法ではなくそれを「疑似的に」実現しているもの、3次元的に見せようとしている表示も一部含まれているが、データ空間内での敵・自分の動きなどが3次元的に十分に再現できていないものについては「擬似3Dシューティング」と分類する方法もある。
2Dシューティングは画面スクロールの有無により、固定画面シューティング / スクロールシューティング　に分類できる。スクロールシューティングはさらに　縦スクロールシューティング / 横スクロールシューティング / 縦横両スクロールシューティング　/ 多方向スクロールシューティングなどに分類できる。3Dシューティングのほうは、視点のとりかたによって、FPS（ファーストパーソン・シューティング） / TPS（サードパーソン・シューティング）に分類される。
射撃主体のアクションゲームである「アクションシューティング」 / 1対1で対戦する「対戦型シューティングゲーム」という分類法もある。
英語圏では、シューティングゲームのうち一騎当千方式のものは、shoot 'em up（略して、shmup）と分類する傾向がある。これは2DSTGに限定した分類名ではなく、『スペースハリアー』、『アフターバーナー』、『サンダーブレード』、『スターフォックス』といった、一騎当千方式の3DSTGもshoot'em upの一種とされる（これに対して、格闘アクションゲームのことをbeat'em upと呼ぶことが多い）。逆に、『スペースウォー!』のような、2DSTGであっても一騎当千方式ではないものは、shoot'em upとは分類されない。なお、ある時期まではアメリカでもシューティングゲームといえば2DSTGが大部分であった。

## 歴史
#年表を末尾に掲載したので、そちらも参照のこと。
黎明期
タイトーの西角友宏によって開発され、1978年に同社から発売されたアーケードゲームの『スペースインベーダー』は、それまでの、数分という決まった時間内で行うただの「的当て（まとあて）ゲーム」とは異なって、敵からの攻撃を避けつつ敵をすべて撃墜することを目的としており、上手な人は長くプレイできるゲームシステムを採用しており、後続のシューティングゲームにさまざまな形で影響を与えており「シューティングゲームの元祖（始祖）」と評価されている。スペースインベーダーは、ただ単に「シューティングゲームの元祖」となっただけでなく、世界的な大ヒット、いまだに塗り替えられていない記録的なヒットとなり莫大な額の売上をたたき出し、それまで小規模だったゲームの世界市場の規模を一気に大きくし、このジャンルだけでなく、ゲーム業界というものをそれまでとは異なったものへと変えた。また1980年には、同ゲームは米国のホームコンピューター（ゲームコンピューター）のAtari 2600のソフトウェアとしても正式にライセンスされ、同筺体の売上増進に大貢献し、世界初の「キラーアプリケーション」となった。
スペースインベーダーの大ヒットに追随し、それのゲームシステムをほぼそのまま取り入れつつ、敵の動きに変化をつけたりカラー表現を美しくする形で、1979年11月にはナムコから『ギャラクシアン』が発売され、こちらも大ヒットした。それに続く1980年代初頭の『バルーンボンバー』、『ムーンクレスタ』、『ギャラガ』などのコンスタントなヒットにより、（『パックマン』、『ドンキーコング』などのアクションゲームとともに）シューティングゲームは当時のテレビゲーム界における主要なジャンルとして定着していった。
この時期はまだCPUのクロック周波数も低く、メモリの量もわずか数キロバイト程度と限られていて、処理能力が低かったので、この時期のシューティングゲームは全て、平面的なキャラクタを平面的に動かすタイプの「2Dシューティングゲーム」であった。
繁栄期
1980年代を迎えると、ビデオゲーム界の進歩の牽引役としてシューティングゲームは発展の一途をたどる。ゲームシステム、グラフィック、サウンド、難易度といった、ビデオゲームのあらゆる構成要素において、ハードウェアの技術革新に合わせ確実に進歩を加速させていくこととなった。ユーザーとしてのプレイヤーもそれにあわせて技能を磨き、「ワンコインクリア」や「ハイスコア」を目指すスタイルが定着。「敵を撃ち落とし、敵の弾を避ける」というシンプルでわかりやすいルール、パターンを解析し覚えた分だけ先の面へ進める・高い得点を取れるといった特質により、1980年代中頃にはアーケードゲーム、コンシューマーゲームの別を問わず、シューティングゲームはビデオゲームの中心ジャンルとして活況を呈するに至った。ゲーム会社はこぞってシューティングゲームを開発し、東亜プランなどのようにほぼシューティングゲーム開発専業のゲームメーカーも存在した。
2Dシューティングの衰退期
1980年代が終わろうとする頃、シューティングゲームの隆盛にもかげりが見え始めてくる。ゲームアイデアの出尽くし感やマンネリ化、回転率の悪さからくるオペレータの不満などにより、シューティングは次第にゲーム市場から歓迎されなくなっていった。それ以外にも、ロールプレイングゲームや対戦型格闘ゲーム、パズルゲームなど、他の比較的新興のゲームジャンルに次々にヒット作が生まれ、そちらの方へユーザーが流れていったこと、難化の一途をたどる難易度や一部メーカー（アイレム）の情報統制による攻略情報の不足などから「シューティングは難しい・とっつきにくい」というイメージが一般に定着してしまったことなど、複数の衰退要因があげられる。
特に『ストリートファイターII』・『バーチャファイター』を開祖とする対戦格闘ゲームは、回転率、時間あたりの満足度、初心者の入り易さ、キャラクター性でシューティングゲームより圧倒的に注目を集め、アーケードゲームの主流を一気に奪い去った。シューティングゲームは上級者が1コインで長時間プレイするため回転率が悪く、メーカー側が回転率を上げるために難易度を上げたゲームを発表すると今度は初心者が寄り付かなくなり、結果としてプレイヤー全体数の減少を招いた。そのため、対戦格闘の驚異的な回転率の高さもあって次第にオペレータに敬遠され、設置台数が減少した。そしてマニア化したプレイヤーは前例に倣わない革新作を歓迎しなくなり、大差のないマニア向けゲームしか作られず初心者離れが更に加速するという悪循環を生み出してしまう。それを象徴するのが、1994年の東亜プランの倒産であった。『R-TYPE』シリーズを売り出したアイレムも同年にアーケードゲーム事業から撤退し、『グラディウス』シリーズなどを展開していたコナミも1990年代後半には『BEMANI』シリーズなどの音楽ゲームに主軸を移した。
シューティングゲームから撤退するメーカーが相次ぐ中で、タイトーなど一部老舗メーカーは製作を継続し、ケイブ、彩京、ライジングのようにシューティングゲームに新たに参入するメーカーも現れた。これらのメーカーは初心者離れに危機感をもち、キャラクター性の強化、自動難易度調整、ボムの標準装備、1面の低難易度化などの施策を講じた。しかし、根本的な解決に至ることはなく、結局は初心者を取り込みつつも上級者が納得できるようなバランス調整に各メーカーは頭を悩ませることとなる。1990年代、2000年代にかけて少数の意欲作や特にガンシューティングゲームにおけるヒット作は散見されるものの広範なユーザー層の獲得には至っておらず、マイナー化・ニッチ化が進むこととなった。
3Dシューティングの勃興と大流行
「リアルな体験」が好まれる英語圏・欧米圏では早くから3Dシューティングを求める人々が多かった。1993年にはDOS向けに『DOOM』がリリースされ評判となった。真正の3D処理をするためにはハードウェア的に高い処理能力が必要なので、1990年代の段階ではそのため（だけ）に高性能PCを購入する必要があった。英語圏ではともかく「リアルな体験」指向が強いので、それの実現のためならばたとえ価格が高くても高性能PC（ゲーム用PC）を購入するという人々の数が多く、早くから3Dシューティングゲームの普及が進んだ。その後2000年代になるとコンシューマ・ゲーム機（つまりPSやXBOXなど）の側の高性能化が進み、わざわざ高性能PCまでは購入する気が無い、という人々の間でも3Dシューティングが普及してゆくことになり、世界的に3Dシューティングの普及が進んだ。2000年代ではFPSで「SFもの」としては『HALO』も大ヒット。FPSで、かつリアルな戦場ものとしては『バトルフィールド』や『コール・オブ・デューティ』が大人気となり、続編が次々とリリースされ「シリーズもの」となっていった。バトルフィールドやコールオブデューティは、近年でもPSやXBOXなどのゲームソフト売上の上位ランクの常連であり、世界中で膨大な数が購入され、膨大な数のプレーヤーによってプレイされつづけている。
#3Dシューティングゲームの節で解説。

2Dシューティンも制作されなくなった訳ではなく意欲作は度々登場している。
家庭用では『Everyday Shooter』や『Every Extend Extra』、『Blast Works』などがある。アーケード向けについては、日本では『トラブル☆ウィッチーズ』がゲームショウなどでロケーションを行い後に稼動、『exception』もAMI、サクセス、スコーネック制作の新システム基板のソフトランナップに記載された。
オンライン配信対応のものについては、アーケードゲームでは2007年、コナミがオンラインに対応したシューティングゲームとして『オトメディウス』を販売した。2Dスクロール系のものでは『Valkyrie Sky』が日本では2010年からクローズドβテストを開始している。

## 2Dシューティングゲーム
コンピュータゲームでも極めて早期に登場したゲームジャンルで、1962年の『スペースウォー!』が初出とされる。また1947年に開発された『陰極線管娯楽装置』は制限時間内に陰極線管のノブを操作して照準となる光源を航空機に合わせ撃墜するというゲームであった。
2Dとは「二次元的視点」の意味で、オブジェクトの拡大縮小でパースを付けたり3Dポリゴン処理などをしていても2D視点のゲームはこちらに含まれる。なお、攻撃できる射線が一方向なものもあれば、任意に変えられるものも存在する。

### 固定画面シューティング
画面がスクロールしないシューティングゲーム。世界初のシューティングゲームとされる『スペースウォー!』や『陰極線管娯楽装置』はこの形式。その他の代表的なタイトルは『スペースインベーダー』、『バルーンボンバー』、『アステロイド』、『ロボトロン2084』、『グロブダー』など。
敵を全て破壊すると面クリアとなり、次の面に進むものが多い。なお、自機が全方位に移動・射撃できるものを、日本国外ではこれを闘技場になぞらえて「アリーナ・シューター」と呼んでいる（戦闘エリアが局所的な多方向スクロールシューティングもこれに含まれる）。

### 縦スクロールシューティング
基本的に画面が主に上から下へ縦方向にスクロールするトップビューの画面構成を持つシューティングゲーム。通称「縦シュー」。『ゼビウス』、『スターフォース』、『テラクレスタ』、『ツインビー』、『究極タイガー』、『雷電』、『バトルガレッガ』、『怒首領蜂』、『東方Project』など。『シルフィード』、『レイストーム』のように3D処理をして手前を大きく、奥を小さく表示する（パース処理）ようにしたハーフトップビューの縦スクロールシューティングもある（この手法は、横スクロールシューティングでも稀に見られる）。
1990年代後半からは障害物の類はあまり出現しない代わりに「敵弾を避ける（避け）を主体とする」というものが多く、大量の弾幕を小さな当たり判定を持つ自機で潜り抜ける弾幕系シューティングというムーブメントが発生した（詳細は、弾幕系シューティングの項を参照）。ただし、それ以前のものには、『スターソルジャー』、『イメージファイト』など地形の概念などのギミックが存在するタイトルも少なくない。
最初から家庭用またはパソコン用として作成されたタイトルでは、その特性上ほとんどがモニターを横置きした画面構成となっている。従って、縦画面構成のタイトルの大多数が業務用として作成されたものであり、横画面構成のタイトル大多数が家庭用ないしパソコン用として作成されたものである。
業務用の縦スクロールシューティングは筐体のモニターを縦置き（3:4）にして使用するものがほとんどである。家庭のテレビが4:3比率だった時代、大半がブラウン管を使用しており縦置きにするのは故障の原因になるため、据え置き型家庭用ゲーム機へ移植する際はゲームを横画面に再構成した状態に移植する必要があった。画面をフルに使うか、横を多少狭めてオリジナルの雰囲気を残すかは個々のタイトルごとに対応が異なるが、いずれにせよ画面が小さくなり解像度が低くなり見にくくなるなどのデメリットが出るのは必然であり避けられない時代が長く続いた。
ただし一部では縦置き可能なモニターでプレイする事を必須とし、オリジナルそのままの縦画面モードを搭載してこれに対応する作品もあった（『ソニックウィングス2』、『レイストーム』、『レイディアントシルバーガン』、『ギガウイング』など）。このモードを実装した作品は極めて少ないが、これは縦置きが可能なモニターは入手が困難か、相応の接続知識が必要になる事から、あくまでも縦表示に拘り、安全に縦置きモニターを設置・運用出来るマニア向けの仕様として搭載されているためである。縦置きがブラウン管タイプより簡単な液晶モニターを使う手もあるが、この場合は家庭用の映像機器接続端子が付いているものや、特殊なアップコンバーター機器を使う必要があるため、やはり簡単ではない。
近年は家庭用のテレビも高解像度化・大画面化が進み、据え置き型ゲーム機も高解像度描画が当たり前になった事から、往年の業務用縦スクロールシューティングを（据え置き型）家庭用ソフトやPC用ゲームとして移植する場合、画面の中央にオリジナルそのまま縦画面を表示する仕様のゲームも出てきた（Xbox 360版『怒首領蜂 大復活』・『虫姫さま』など）。このような仕様になっている作品については大画面テレビを使えば往時の縦型モニターと同サイズかそれ以上の画面サイズを確保出来るのでプレイに支障無く遊べるようになっている。ただし何も対処しないとプレイ画面の両サイドが未表示状態になり寂しい画面になってしまうため、その場合は両脇にゲームに関連したイラストを表示したり、ゲームプレイに役立つ様々なガジェットを表示したりするケースもある（PS4版『バトルガレッガ』・『弾銃フィーバロン』など）。
なお、携帯ゲーム機に移植された場合、据え置き機よりも画面を縦にする事が比較的容易な場合本体を縦に持ってプレイ出来るようにして対応した作品もあった（『カプコン クラシックス コレクション』『ナムコミュージアム』収録作品の一部など）。

### 横スクロールシューティング
基本的に画面が主に右から左横方向にスクロールするサイドビューの画面構成のシューティングゲーム。通称「横シュー」。『グラディウス』、『R-TYPE』、『ダライアス』、後期の『サンダーフォース』シリーズ、『超兄貴』など。
画面構成がサイドビューになることにより、必然的に上下と地形の概念が発生する。そのため爽快感を追求する方向性に行きやすい縦スクロールシューティングとは対照的に、戦略性を追求するタイトルが多い。ただしごくまれに、『プロギアの嵐』のように（自機が衝突する意味においての）地形が無いゲームも存在する。
横スクロールシューティングはモニターを横置きにして使用するものがほとんどであるが、かつては『スクランブル』、『ジャンプバグ』、『スティンガー』、『バスター』、『フォーメーションZ』などのモニター縦置きの横スクロールシューティングが主流であった。『スカイキッド』は常に左から右へスクロールする。『ディフェンダー』、『チョップリフター』は任意で左右方向にスクロール可能。
1990年代後期より弾幕系縦スクロールSTGに圧される形でタイトルを減少させていったが、アーケード・家庭用共にディスプレイ標準が横に長い16:9比率になった2000年代後期からは再び増加傾向を見せている。

### 縦横両スクロールシューティング
ごく少数の例外として、『ヴァンガード』、『沙羅曼蛇』、『テラフォース』、『アクスレイ』、『フィロソマ』、『ヘクター'87』などのように、横スクロールシューティングと縦スクロールシューティングが交互に行われる構成のゲームも存在する。
ゲーム進行上の演出として、ステージの途中などでゲームの通常方向のスクロールとは異なる方向への強制的、あるいは選択的なスクロール処理が行われる場合もあり、局所的に縦横両スクロールに見える場合もある。(『グラディウス』『スペースマンボウ』など)

### クォータービューシューティング
画面が主に斜め方向にスクロールするシューティングゲーム。背景が3D的になっている。『ザクソン』、『ブレイザー』、『メルヘンメイズ』、『ビューポイント』、『マッドクラッシャー』など極めて少数。
基本的ルールとしては縦スクロールシューティングと同じだが、ザクソンは高度・障害物の概念も入っている（その代わり前後への移動はなし）。
斜め視点なのでスプライトでも敵などが立体的に見えるというメリットはあったが、位置関係が把握しづらく、高度の概念を入れると敵と同高度なのかどうかが解らなかったり、敵弾の機動予測がしづらいなどのデメリットがあり、ゲーム性に幅を持たせにくい。結局、縦スクロールシューティングに統合されるような形で作成されなくなった。

### 多方向スクロールシューティング
画面がプレイヤーの「任意の方向にスクロール」し、「任意の方向への攻撃」を行うシューティング。別称、任意スクロールシューティング。
代表的なタイトルは『ボスコニアン』、『タイムパイロット』、『バンゲリングベイ』、『エイリアンシンドローム』、『奇々怪界』、『アサルト』、『ワルキューレの伝説』、初期の『サンダーフォース』シリーズ、『グラナダ』、『Geometry Wars』など多岐にわたる。前述のアリーナシューティングや、初期のFPSなども多方向スクロールシューティングの要素を備え、同様の内部処理を行っている場合がある。
スクロール表現に関して分類すると「方向入力を行い続けるとスクロールするタイプ」（『グラナダ』や『アサルト』など）と、「方向入力を行わなくても常にスクロールするタイプ」（『ボスコニアン』など）に分かれる。前者は、多方向スクロールシューティングの要素が濃厚であってもアクションゲームに分類されることも多い。

### トンネル・シューティング
戦闘空間が円筒状の曲面であるシューティングゲーム。画面は3次元的表現で描画されるが、戦闘は円筒状の形状の表面に沿うような空間上で行われる。この戦闘空間は、変則的ではあるものの一種の2次元である。『Tempest』、『ジャイラス』、『Space Giraffe』など極めて少数。また、『アーガス』などは通常の縦スクロールシューティングであるが、マップの左右が接続・ループしており、事実上、トンネル・シューティング同様の空間構成であると見なす事もできる。

## 3Dシューティングゲーム
ゲームのデータ空間が3次元構造を再現していて、3次元的に表示するシューティングゲーム。オブジェクト指向プログラミングによるシミュレーション的な仮想空間の再現や3Dポリゴン技術などを用いることで実現している。
擬似3D処理としてスプライト・一枚絵の拡大縮小を使っているが、ゲーム内の仮想空間が3次元的に設計されている作品も（一応）3Dシューティングゲームに分類され、更に細かくジャンルを分ける際は「疑似3Dシューティング」と呼ばれる。
なお「二次元的視点 （斜め見下ろし視点のものを含む） で、ポリゴンを使用して3D処理している」というゲーム（『レイストーム』、『斑鳩』、『グラディウスV』など）は基本的に「2Dシューティング」に分類され、「3Dシューティング」には分類されない。
アーケードゲームではいわゆる「大型筐体」を採用し、プレイヤーが操作と連動して揺らされる「体感ゲーム」が多い。
強制スクロール型の2Dシューティングとはゲーム性が大きく異なる。
なお、各タイトルのゲーム設定やプレイヤーの体質にもよるが、3Dシューティングというのは、ゲームの仮想空間内で視線方向をあまりに激しく動かし続けると（ちょうど現実世界で頭をあまりに激しく振り回すと酔ったようになり、吐き気を催すのと同じで）「3D酔い」と呼ばれる症状を発する場合もある。視線方向を振ることを控えめにすると酔いにくい。

### ファーストパーソン・シューティング（FPS）/ サードパーソン・シューティング（TPS）
3次元の仮想空間内を自由に移動して戦うシューティングゲーム。
3D処理には高い処理能力が要求されるが、コンシューマ機・スマートフォンの高性能化及びPCの低価格化が進むにつれて、世界的に普及していった
一人称視点のもの、つまり主人公の目線で仮想空間を見るものはファーストパーソン・シューティング（FPS）と分類され、三人称視点のもの、つまり主人公の眼とは別のところにあたかもカメラがあるかのようにして仮想空間を見るものはサードパーソン・シューティング（TPS）と分類される。ハードウェアの性能が向上した2000年代頃から多様化が進み、一人称視点と三人称視点の任意切り替えが可能なタイトルも増えている。
プレイヤーは仮想空間で主人公となり、課せられたミッションをこなす事でステージをクリアしていく。
単独プレイのほかに、プレイヤー同士がLANやインターネットを通じて対戦・協力プレイもできるようデザインされたゲームも多い。
世界的に人気が高いジャンルでもあり、特に「リアルなグラフィックや演出」「現実のような体験」が好まれる傾向がある欧米では、早くから3Dシューティングゲームの普及が進んだ。
一方、日本では文化的な違いから、欧米に比べてFPS/TPSはアーケード・コンシューマ・PCのいずれにおいても普及が遅れていた。
しかし、2000年代に入るとインターネットの発達により海外のゲーム情報が身近になり、少しずつではあるが日本でも普及していくようになる。
リアルな戦場を表現したFPSとしては『バトルフィールド・シリーズ』、『コールオブデューティ・シリーズ』などの知名度が高い。これはFPSであるが、兵士の体験をシミュレーションするシミュレーション・ゲームとも言える。
FPSの「SFもの」としては『HALO』シリーズ、『DOOM』シリーズなどがある。
TPSとしては、たとえば以下のようなものがある。
- アンチャーテッドシリーズ
- グランド・セフト・オートシリーズ
- 地球防衛軍シリーズ
- ガントレット (ゲーム)
- Gears of Warシリーズ
- ゴーストリコンシリーズ
- スプラトゥーンシリーズ

なお、ソニー・インタラクティブエンタテインメントとゲリラゲームズが、「ゲームの地平線を目指すために」物理エンジンから作り直し、6年もの歳月と千名以上のスタッフで作り上げ、大ヒットしたPS4ソフトの大作、『Horizon Zero Dawn』も、（ゲーム全体では多要素であるが）その戦闘部分はTPSである。（他のTPSとは違って、銃やレーザー銃ではなく）弓矢を多用する、という特徴がある。
『フォートナイト』も（ゲーム全体は多要素ではあるが）戦闘部分はTPSである。

### フライトシューティング
戦闘機などを駆って自由な空間移動が可能なシューティングゲーム。フライトシミュレーションにシューティングゲームの要素を混ぜたもののうち、物理現象などの再現よりも、特にシューティングゲームとしての要素を重視しているもの。代表的な作品は3Dポリゴンを用いた『エースコンバットシリーズ』、『サイドワインダーシリーズ』、『スカイガンナー』、『ブレイジング・エンジェル』、『エナジーエアフォースシリーズ』、『プロジェクト・ウィングマン』など。
フライトシューティングは歴史の古いジャンルではあるが、フライトシューティングという呼称が定着したのは『エースコンバット』をはじめとするコンシューマ機向け作品がフライトシューティングというジャンル名を冠して登場するようになってからである。それ以前は、たとえその内容が実質的にフライトシューティングであっても、フライトシミュレータと冠して発売されることが常であった。
なお、海外においてはフライトシューティング（flight shooter）という呼称はあまり用いられない。フライトアクション（flight action）という呼称がより一般的である。

### スペースコンバットシューティング/スペースコンバットシミュレーション
宇宙船を操って宇宙空間を舞台に自由な空間移動が可能なシューティングゲーム。宇宙空間を舞台としたフライトシューティングとも言える。『スターラスター』、『PROJECT SYLPHEED』、『FreeSpace』などはここに分類される。また、スペースフライトシミュレーターの一ジャンルでもある。このうち、シューティングゲームとしての爽快感を重視したものはスペースコンバットシューティング （あるいは単にスペースシューティング）、高い戦術性や複雑な機体操作など、シミュレーションゲームとしての要素が強いものはスペースコンバットシミュレーションと呼ばれるが、明確な区分があるわけではない。
なお、シミュレーションといっても、必ずしも宇宙戦闘を物理学的・科学的に正しく再現することを目指しているわけではなく、『スター・ウォーズ・シリーズ』のようなSFの中での宇宙戦闘を模したものがほとんどである。その結果としてシューティングゲームの一種として分類されうるゲームになっている。
また、このジャンルには『Elite』、『FreeLancer』、『X:Beyond the Frontier』の様に、通常のシューティングのような、固定された内容のミッションだけでなくSF的世界観の中でフリーランスの宇宙船乗りとして宇宙を冒険し様々なランダムミッションや交易などを行う、ロールプレイングゲームや経営シミュレーションの要素を多く含むタイトルも存在している。

### 奥スクロール・シューティング
奥から手前にスクロールする強制スクロール型の3Dシューティングゲーム。3Dポリゴンによる本格的な3D処理が可能になる以前から、擬似3D処理としてスプライト・一枚絵の拡大縮小を用いてこの種のタイトルが作られてきた。代表的なタイトルは『スペースハリアー』、『アフターバーナーII』、『ギャラクシーフォース』、『スターフォックス』シリーズ、『パンツァードラグーン』シリーズなど。2DCGではあるものの、『サンダーセプターII』などのように、特殊メガネなどを使用した3D投影を行っているタイトルもある。

## ガンシューティングゲーム
「光線銃」などを用いるもの。2Dシューティングゲームや、3Dシューティングゲームよりも発祥は古く、ビデオゲームが発明される以前から存在する。
強制進行するもの
『ザ・ハウス・オブ・ザ・デッド』、『デスクリムゾン』、『マッドドッグマックリー』など。
固定画面のもの
『ワイルドガンマン』、『ホーガンズアレイ』、『ダックハント』など。

## レーザーディスクを使用したシューティングゲーム
かつてはレーザーディスクの映像再生機能を使用しているゲームもあった。
実写映像を使用した物
『アストロンベルト』、『スターブレイザー』、『マッハ3』、『ファイヤーフォックス』など。
コンピューターグラフィックスを使用した物
『インター・ステラ』、『キューブクエスト』など。
アニメーション映像を使用した物
『幻魔大戦』、『アルベガス』、『サンダーストーム』、『バッドランズ』、『宇宙戦艦ヤマト』、『フリーダムファイター』など。

## ボム・シューティング
上記までとは異なる分類として、ボム・シューティング（略してボムシュー）というジャンル分けがある。通常攻撃のほかに、一定時間無敵、絶大なる攻撃力などをもった「ボム」あるいは「ボンバー」などと呼ばれる特殊攻撃が可能。この特殊攻撃は何らかの方法により使用回数の制限がなされている。詳しくはボンバーの項目を参照。

## その他
上記のどれにも該当しないもの。そのほとんどは、後継作品がリリースされていない。『バンクパニック』、『エンパイアシティ1931』など。

## 関連事項

### 連射と2Dシューティング
1980年代末期までの2Dシューティング作品においては、プレイヤー自機の攻撃力はショットボタンの押下回数、すなわち連打（連射）回数に依存している作品が多かった。しかしプレイヤーにとってはショットボタンの連打には体力やテクニックが要求され、長時間続けると筋肉痛などの症状を起こす恐れがあり、またゲーム機自体への負荷も大きくなった。さらにハイスコアを競う局面では、ゲーム機外部に取り付ける自動連射装置の利用の有無により結果に差異が生じた。そのため『ゲーメスト』などではハイスコア集計を連射装置の有無別に分けて行うこともあった。その後、ほぼ全ての2Dシューティングゲームのプログラム上に自動連射機能が組み込まれている。

### ランク
シューティングゲームではプレイ内容により難易度を調整するシステムが搭載されているものが多く、この内部での難易度設定のことを俗にランクと呼ぶ。ランクの上昇（および下降）に関係する要素は作品によって異なるが、概ね自機のパワーアップ状態、周回数、残機数、ミスをしてからの時間などが関係する。一方ランクが反映される要素としては敵の攻撃量、耐久力、撃ち返し弾の有無などがある。
ランクへの対処方法としては、極力ミスをしないように、また自機を効率的にパワーアップさせランクの上昇に対抗し得るようにするというものがある。また逆に意図的にパワーアップの抑制やミスなどプレイヤーにとって不利益ともなり得ることを行うことで難易度を抑制する、「ランクを下げる（あるいは調整する）」という手法もある。どちらの方法を取るかは作品やプレイヤーの熟練度、局面などによって異なり、そうした攻略パターンをまとめたものがゲーム雑誌や書籍に掲載されることもある。また一般的にハイスコアを目指すプレイでは効率的なパワーアップを行いつつノーミスで進行することとなるため、必然的にランクの上昇を大きく引き起こす。そのため作品によっては、初心者向けにランク上昇を抑えることを考慮したクリア重視の攻略と、上級者向けにランク上昇を度外視したハイスコア重視の攻略の2種類が雑誌に掲載されることもあった。中にはランク上昇が顕著でクリアのためには上級者でもランク調整が必須なものもあり、例として『パロディウスだ! 〜神話からお笑いへ〜』や『バトルガレッガ』などが挙げられる。

### ゲームミュージック
1980年代後半から1990年代のゲームミュージックの中心の一つが当時のアーケードの2DSTGであり、タイトーのZUNTATA、コナミの矩形波倶楽部などゲームミュージックのチーム・ブランドが生まれるきっかけの一つとなった。当時アーケードの2DSTGのサウンドトラックやアレンジ版が多数発売された。
当時の2DSTGのサウンドトラックにはテレビのニュース番組やバラエティ番組などのBGMや効果音としていまだに使われているものもある（『パロディウスだ! 〜神話からお笑いへ〜』など）。

## 年表
シューティングゲーム、ゲーム業界に影響を与えたものや出来事を記す。

### 2Dシューティングゲーム
1960年代
- 1962年 - 『スペースウォー!』 - 世界初のSTGとされる。2D固定画面ワイヤーフレーム表示の対戦型ゲーム。ただし、これはミニコンPDP-1上で稼動するデモンストレーションプログラムである。

1970年代
- 1971年 - 『コンピュータースペース』 - 『スペースウォー!』をアーケード用にした、世界初のアーケード用STG。ただし操作が当時の人々にとってはまだ複雑で、失敗した。
- 1978年 - 『スペースインベーダー』 - 社会現象にもなったSTG初のメガヒット作品。模倣作品と違法コピーが出回る。
- 1979年 - 『ギャラクシアン』がポスト『インベーダー』ゲームとなり、後の縦スクロールSTGの素地となる。

1980年代
- 1980年
  - 『ムーンクレスタ』 - パワーアップの概念を導入。合体や着陸をゲームシステム化。
  - 『ドラキュラハンター』 - ポスト『インベーダー』を掲げつつも『スペースインベーダー』とは異なるゲーム性を提示。雑誌媒体で広く紹介されその知名度を上げた。
  - 『ディフェンダー』 - 史上初のスクロールSTG。翌1981年に米国でGame of the Yearを受賞。多くの模倣作が登場。
- 1981年
  - 『スクランブル』 - ディフェンダーと並ぶ、横スクロール撃ち分けSTGの始祖。
  - 『ギャラガ』 - 『ギャラクシアン』の続編。1985年までロングヒット。
  - 『ヴァンガード』 - 横スクロールの他に多方向にもスクロールする概念がある。
- 1983年
  - 『アストロンベルト』 - レーザーディスクを使用したシューティングゲーム。
  - 『メジャーハボック』 - シューティング、ジャンプアクションなど複数のジャンルを融合。ワイヤフレーム表示。シューティングパートはハーフトップビューの始祖。
  - 『ゼビウス』 - グラフィック能力強化によるバッググラウンド世界観のゲーム内での表現、地上と空中を撃ち分けるSTGスタイルを確立（初出ではない）。違法コピー作品が多く出回る。ファミコン移植版では隠しコマンド（デバッグ用コマンドともされる）による無敵モードも存在した。ゲームミュージックが音楽ソフト用コンテンツとして注目されるきっかけにもなった。
- 1984年
  - 『サンダーストーム』 - 動画数枚が5万枚以上のレーザーディスクゲーム。
  - 『アルベガス』 - 日本のTVアニメの映像を使用したレーザーディスクゲーム。
  - 『スターフォース』 - ポスト『ゼビウス』を掲げつつも対空・対地撃ち分けを排し爽快感を重視するという『ゼビウス』とは正反対のゲーム性を打ち出し、ヒットへ。
  - 『1942』 - 独自の攻撃回避システム（宙返り）を導入し、STGが陥りやすいプレイスタイルのルーチン化を防いだ。
  - 『ヴォルガード』 - パソコン向けのSTGでは事実上初のヒットタイトルとされ、FM-7から始まりPC-8800シリーズ等各社のパソコン用に移植された。
味方機と3機で合体しての人間形巨大ロボットへの変形など、SFよりもアニメを意識した設定をSTGに持ち込む（もっとも、当時のコンピュータの表現能力ではゲーム内で設定の詳細な再現まではできず、具体的なところはマニュアルにこれらの設定が記されていただけではある）。
- 1985年
  - 『宇宙戦艦ヤマト』 - 日本のアニメ映画の映像を使用したレーザーディスクゲーム。
  - 『ツインビー』 - ポップな路線でヒット。スペシャル攻撃があるなど、2人同時プレイに意味を持たせる。
  - 『グラディウス』 - ギミックの多彩な横スクロールSTGの草分け的作品。本作は大ヒットし、亜流ゲームが多く生まれた。FC移植版は少なくないギミックが省略されたが、コナミコマンドやモアイワープなどの裏技要素が話題を呼び100万本を売り上げる。
  - 『ASO』 - 多種多彩なパワーアップを設定。パワーアップに計画性を要求するSTGの始祖の一つ。
  - 『テグザー』 - パソコン向けSTGとして史上空前の大ヒットを記録する。当時の最新PC（PC-8801mkIISR）にとってキラーソフトとなった。
  - ファミリーコンピュータの大ブームに乗り、家庭向けSTGも数十万本という単位で売れる。
- 1986年
  - 『沙羅曼蛇』 - 『グラディウス』の正統系譜作。グラフィックや、ステージに散りばめられたギミックはシューティングゲームの進化の方向を指し示した。
なお、このゲームの弾幕は後の弾幕系STGにも影響を与えたと言われており、ケイブの池田恒基は名作と呼べるSTGとしてこのゲームを挙げている。
  - 『スターソルジャー』 - ファミコンオリジナルのSTG。高橋名人が16連射を必殺技とし日本全国を巻き込む一大連射STGブームを巻き起こす。自動連射機能付コントローラーをゲーム関連市場で認知させた。
その一方で、連射のやりすぎで指や手を痛める子供が続出、またアーケードゲームの筐体のボタン破損多発の原因となったことから、以降のSTGはフルオート連射、さらに時代が進むとセミオート連射が主流となってゆく。
  - 『ザナック』 - サブウェポンの任意選択、自動難易度調整機能といった斬新なギミックを導入したSTG。また、高いプログラム技術により難易度調整・超高速スクロールなどの演出を実現。
後の『アレスタ』へと続くコンパイル製STGは、1980年代の終わりまでゲーム業界で確固たる存在感を示し続けた。
  - 『ダーウィン4078』 - パワーアップによる多種多彩な攻撃手段の変化、一定条件下で起きる突然変異型強化、パワーアップする程に自機の当たり判定が大きくなるといった要素は、ゲーム攻略におけるパワーアップの計画性を必要不可欠なものとした。
  - 『ファンタジーゾーン』 - 『ディフェンダー』の流れを汲む任意横スクロールSTG。任意にスクロール方向を左右に切り替えられるほか、コインを集めてショップで武器を購入する方式のパワーアップが特徴的だった。
複数のコンシューマ機・家庭用パソコンへ複数のメーカー・開発チームを経由して移植されたことから、ハード性能差による表現能力差と当時のコンシューマ機の限界、移植作開発に携わるメーカー・開発スタッフの移植技術の能力・水準（再現度）が比較される様になり、これらが大きく意識される様になったきっかけの一つ。
  - 『ダライアス』 - 3画面を並べたインパクトある大型筐体と併せて演出の重要性を強く認識させたSTG。
- 1987年
  - 『R-TYPE』 - SF系モチーフの発展系としてH・R・ギーガー調の美術要素をゲームに持ち込んだ。『グラディウス』とは別路線のギミック（溜め撃ち・フォース）を導入し以降のSTGに大きな影響を与える。敵の攻撃の多彩さも相俟って戦略型STGを確立することになる。本作のPCエンジン版も、完全移植が意識されるきっかけとなる作品となった。
  - 『究極タイガー』 - 縦スクロールボンバー系STGを確立。
  - 『グラディウス』 (X68000版) - X68000初代モデルの付属同梱ソフトウェアという当時異例の非売品の位置づけで配布された。16ビットCPUが主流となって以降のパソコン、コンシューマ機で、アーケードゲームをオリジナル作品に極限まで近い移植を行う「完全移植」が意識される様になったきっかけ。
- 1988年
  - 『グラディウスII』 - 自機選択とパワーアップ種類の増加を主軸にグラディウスを正常進化させた。
本作発表の前、1987年にはMSXで『グラディウス2』が発売されており、同一シリーズがパソコンとアーケードで別進化を遂げた最初のケースでもある。
  - 『TATSUJIN』 - パターン学習を重視したSTGを提唱。連射装置の普及に貢献。
  - 『イメージファイト』 - 『R-TYPE』の方向性をより推し進め、自機と敵にはさらに多彩なギミックが導入された。
  - 『パロディウス』（MSX用） - 『グラディウス』の持つ優れたゲームシステムはそのまま、コミカル演出などを多数盛り込む。
- 1989年
  - 『グラディウスIII』、『R-TYPE II』など人気作品の続編が大幅に高難易上昇し、アーケードSTGの高難易度化がピークを迎える。以降家庭用移植版や続編では難易度が落とされていく事になる。
  - 『オメガファイター』 - 積極的な得点稼ぎがゲーム性を大きく変化させる危険行為推奨シューティングの先駆けと呼ばれるタイトル。

1990年代
- 1990年
  - 『雷電』 - 分かりやすさと手軽さで幅広い客層にヒット。高インカムにより驚異的なロングラン作品となり、多くのコンシューマにも移植される。
  - 『パロディウスだ!』 - コンシューマ向けシューティングゲームの業務用アレンジ移植。また、親しみやすさを重視してランクシステムによる難易度調整が功を奏して大ヒット作となった。
  - 『ソーラーストライカー』 - ゲームボーイ初のシューティングゲーム。横井軍平によるプロデュース。シンプルなゲーム性でゲームボーイのジャンルの充実を図った。
- 1991年
  - 『メタルブラック』 - STGとしては凡庸な評価を受けるも、高品質な演出群で強いインパクトを残し後の多くのSTGに影響を及ぼした。ゲーム性以上に演出を重視したタイトー製シューティングの方向性が認知される。
  - 『ストリートファイターII』の大ヒットで対戦型格闘ゲームがブームとなり、商業的な不利さからSTGの市場は縮小する。
  - 『コットン』、『XEXEX』など、キャラクター要素を前面に押し出した作品が登場した。
特に『出たな!!ツインビー』はキャラクターが人気を集め、同作を皮切りに『ツインビー』シリーズの本格的なメディアミックス展開が行われていく。
  - 『デザエモン』 - シューティングゲームを一般ユーザーが作れるシステムで知られ、その後シリーズとして様々なプラットフォームで販売。
- 1992年
  - 『ソニックウイングス』 - 自機選択、簡略化されたパワーアップ方式を提示。以後このスタイルが縦STGの主流となる。
  - 『超兄貴』 - STGにボディビル・筋肉美（さらにメタファーとしていわゆるアメリカン・ハードゲイ）という要素を組み合わせた一種のイロモノであったが、あまりにも特異な世界観がゲーム内容を越えてユーザーの好評を得て、結果的にヒット作となった異色の作品。
世界観に合わせて作られた音楽は輪を掛けて個性的なもので、サウンドトラックはゲームミュージック史にも残る売り上げを記録する（ゲームソフトそのものの数倍の枚数を売り上げたと言われる）。
  - 『達人王』 - 数あるSTGの中でも最高クラスの難易度を誇る。
- 1993年
  - 『シルフィード』 (メガCD版) - プリレンダ・ムービーによる背景演出が話題を呼ぶ。
  - 『バツグン』 - 比較的低難度でヒット。東亜プラン最終期のSTG。
  - 『R-TYPE III』 - SFCで発売。アーケードの主力シリーズが家庭用にシフトする流れの先触れと言える作品。
- 1994年
  - 多くの優良STGを出産した東亜プランが倒産。所属していたスタッフによりケイブなどの新会社が設立された。
  - 『ガンバード』-  『ソニックウィングス』で培ったシステムを昇華。個性的なキャラクターと演出、初心者に配慮した難易度設定でヒット作に。
  - 『ダライアス外伝』 - ボンバーが搭載された事で難易度を軽減。演出・BGMも高く評価され今なお名作と語り継がれる。
  - 『レイフォース』 - 雄弁な演出とゼビウスを踏襲した隙の無いゲーム性で傑作と呼ばれる。
  - 『雷電DX』 - 『雷電』の正常進化。分かりやすい内容。低難度を用意し新規STGプレイヤーの受け入れ姿勢を示した。
  - 『シューティングツクール98』 - 同シリーズのソフトと組み合わせて、演出に特化したSTGを自作できるようになる。
- 1995年
  - SS、PSが発売され、家庭用ゲーム機でもアーケードゲームに近い品質での移植が可能になる。これ以降は再現度を追求する『完全移植』にファンサービス要素を追加したものが、コンシューマ機移植の基本仕様となる。
  - 『シルバーミレニアム』 - 自機が全て生身の女性キャラによって構成された韓国製の縦STG。日本国内ではロケテストのみで終わっているものの、自機が飛行する直立した人物であったり、萌え要素など、後の作品のトレンドが採用され、STGの設定表現の解釈を広げた先駆けの作品。
- 1996年
  - 『バトルガレッガ』 - STGが「撃つゲーム」から「弾幕を避けるゲーム（＝弾幕系シューティング）」に変遷していくきっかけとなった作品。
  - 『レイストーム』 - 全編ポリゴンによる派手な映像と音楽が話題になる。
  - 『ティンクルスタースプライツ』 - スクロール型対戦STGというジャンルを提示。その後亜流作品がいくつか生まれるも定着には至っていない。
  - 『超連射68k』 - X68000向けに制作された同人ゲーム。STGとしては比較的オーソドックスだが、独自のプログラムによりX68000のスプライトの表示限界を引き上げることに成功している。
- 1997年

  - 『怒首領蜂』 （どどんぱち） - 元祖弾幕系シューティングゲームにして一応の完成形。非常に多い弾数と高難度な2周目の存在で当時のプレイヤー達を圧倒した。その後もロングラン。本作の登場を皮切りに多くの弾幕系シューティングゲームが誕生した。
  - 『ストライカーズ1945II』 - 『怒首領蜂』の弾幕主体なゲーム性に対して、「速い弾速」という対照的な仕立てでロングランした。
  - 『アインハンダー』 - スクウェア内におけるコナミからの移籍スタッフによる製作。11万本という当時のSTGとしては高いセールスを記録した。3Dポリゴンを駆使した演出、戦略性の高い武装運用システムにより根強い人気を持つ。
- 1998年
  - 『エスプレイド』- 初心者向けの難易度とキャラクター性の導入により幅広い層にヒット。
  - 『レイディアントシルバーガン』 - 豊富なギミックと狙い撃ち重視、特殊な稼ぎシステムなどで温故知新を意識。
  - 『シューティングツクール95』 - 『デザエモン』とは趣の異なった仕様や拡張・汎用性の高さなどから話題に。
- 1999年
  - 『グラディウスIV -復活-』 - 約10年ぶりの新作だがシリーズ過去作品の焼き直し的内容であり、アーケードにおける横スクロールSTGの衰退とコンシューマにシフトする流れを決定づける事になる。
  - 『ギガウイング』 - 激しい弾幕とそれに対する敵弾を「反射」させるカウンター式の攻撃システム。この頃から「敵弾＝避けるだけの物」というSTGの基本構造に変化が現れ始める。
「反射」による敵弾処理システムは本作が初めてではなく、同人ゲーム『Reflection』を初出とする。

2000年代
- 2000年
  - 『サイヴァリア』 - 弾幕系STGの中ではとりわけて美しい弾幕群を形成し、過激な敵弾対処システムと相まって話題に。
  - 『神威』 - 低スペックのPCでも動作し、レイシリーズ、蒼穹紅蓮隊を意識したシステムや演出が評価される。体験版が低価格のPC用ソフトとして流通されたことでも知られる。
  - 『婆裟羅』- 戦国時代とオーバーテクノロジーを組み合わせた設定とキャラクター、溜め撃ちシステムなどで話題。
- 2001年
  - 『式神の城』 - ライトノベル的設定とキャラクターによりライトユーザー層にヒット。

『ガンパレード・マーチ』など、他ジャンルの作品と世界観を共有することにより、新規ユーザー層の開拓にも成功した。
  - 『斑鳩』 - シンプルなゲーム内容に斬新な敵弾処理システム。ランダム要素をほぼ廃し、正確なパターンを再現する事に重点が置かれている。
- 2002年
  - 『怒首領蜂 大往生』 - 高難度と度を越した強さの最終ボスの存在。弾幕系シューティングの一つの限界点。家庭用特典として超上級シューターのプレイ映像が付加された。その後細かい調整が施されたマイナーチェンジバージョン「ブラックレーベル」が登場。
  - 『東方Project』（東方紅魔郷） - 同人市場で流通している作品ながら、独自の世界観、敵キャラクターが発する美麗な弾幕、魅力あるキャラクター、秀逸なBGM、幅広い難易度設定などにより多くのファンを獲得。また、プログラム、グラフィック、BGMのほぼ全てが個人製作である事も驚きを持って迎え入れられた。現在でもコンスタントに新作が供給されている。
この「東方紅魔郷」から今日の同人コンテンツにおける屈指の大型タイトルへと成長し、東方Projectの二次創作も大きなムーブメントとなった。
  - 『らじおぞんで』 - フリーソフトとして公開された。自機数無限が標準設定となっているなど、『怒首領蜂大往生』にも劣らない超高難易度の弾幕系シューティングである一方で、自機に美少女キャラクターを採用しており、衰退期に向かいつつあった「弾幕系シューティング」に続く「萌え系シューティング」という新たな方向性を生み出した。
- 2003年
  - 『ケツイ〜絆地獄たち〜』 - 硬派なスタイル、非常に高い難易度、特徴的な弾幕などでコアな人気を得る。
  - 『エスプガルーダ』 - 初心者向けのシステムと低難易度により幅広くヒット。エスプレイドを彷彿させる演出。
- 2004年
  - 『虫姫さま』 - 3種のゲームモード選択によるプレイヤー選択肢の多様化。この作品の前後から、萌えの需要の上昇に伴って、アーケード作品でもこれを取り入れようとする動きが本格化していく。
  - 『グラディウスV』 - ナンバリング作では初の家庭用オリジナルタイトル。「オプション操作」という新フィーチャーの導入に加えて家庭用ならではのギミックを多く盛り込みシリーズ従来作よりゲームデザインを刷新。米国のゲームサイトGameSpyのGame of the Year:PS2ベストシューティング賞を受賞。
  - 『翼神 GIGAWING GENERATIONS』 - STG史上、得点倍率による極端な桁数までのスコア表示。
- 2005年
  - 『アンダーディフィート』 - ミリタリー色の濃い世界観や敵戦死者数の表示など、演出面のこだわりが評価される。
  - 『Geometry Wars: Retro Evolved』 - Xbox 360のXbox Live Arcade用ダウンロード配信タイトルとして好セールスを記録。イギリスのゲーム雑誌『EDGE』のコンピュータゲーム誕生からの全期間を通してのトップ100ゲームランキングにおいて67位に選出される。[2]
  - 『旋光の輪舞』 - 対戦アクションゲームと弾幕系シューティングの融合。後に移植版が、Eスポーツスタジアムの競技種目となる。
  - 『ラジルギ』 - 永続的に使用できるシールドの存在。弾幕系STGに対する初心者への配慮の一つ。
- 2006年 - 
  - 『トリガーハート エグゼリカ』 - メカ少女という表現でキャラクター方面で大きく話題になる。業務用においてSTGと萌え要素が強く関係した一例。
  - フランスのゲーム専門チャンネルでSTGの特集番組が放送される （下記参照）。
- 2007年
  - 『オトメディウス』 - アーケード2Dシューティング初のオンラインアーケードゲーム。『BEMANI』シリーズで培ったノウハウを導入し、本作の稼動以前のSTGの傾向からプレイテンポの配慮がなされている。
  - 『シューティング技能検定』（『シューティングラブ。2007』内） - このゲームを用いて、シューティングゲーム史上初めて、2人対戦による大規模な全国大会が開催された（「シューティングラブ。甲子園」）。
  - 『デススマイルズ』 - 同年の『オトメディウス』と同様に「萌え」要素へのアプローチを重視。難易度・ステージ選択制、被弾物の属性によりダメージが通常より抑えられるセグメント式のライフシステムなど、初心者層への配慮がアピールされた。
- 2008年
  - 『怒首領蜂大復活 Ver.1.5』 - 弾消しが可能なハイパーカウンターモード、オートボム、パワーアップアイテムの廃止など初心者を意識した内容へ。一方、高難易度の2周目も用意され上級者も満足できる内容となっている。結果として初心者から上級者まで幅広く評価された。
- 2009年
  - 『ダライアスバースト』 - ダライアスシリーズ12年ぶりの完全新作。著名クリエーターの起用、メインコンポーザーの変更など新たな試みを取り入れ、ダライアスシリーズ再起の礎となった。

2010年代
- 2010年
  - 『怒首領蜂大復活ブラックレーベル』 - 『怒首領蜂大復活』のマイナーチェンジモデル。本作独自システム「烈怒モード」の追加、全BGM一新、1周ENDへの変更、裏ボスの追加等、今までのブラックレーベルシリーズではされなかった大幅な追加や変更、調整が施された。また本作ではショットスタイル毎での難度の差異やオートボムのON・OFFの選択があり、これによる住み分けが可能。
  - 『ゲームサイド』の編集長によるSTGの記事を専門にした雑誌『シューティングゲームサイド』が発行される。
  - 『ダライアスバースト アナザークロニクル』 - 『ダライアスII』以来となる専用筐体を用いた作品。同一筐体による最大4人協力プレイが可能。
- 2013年
  - 多くの弾幕系シューティングゲームを輩出してきたケイブが、Xbox 360版『怒首領蜂最大往生』を最後にアーケードゲーム、コンシューマーゲームから撤退する。
- 2015年
  - 『ゴシックは魔法乙女〜さっさと契約しなさい!〜』 - ケイブがアーケード・コンシューマ時代に培ったSTGのノウハウをスマートデバイス向けに落とし込んだソーシャルSTG。
- 2016年
  - 『ダライアスバースト クロニクルセイバーズ』 - ダライアスバースト アナザークロニクルの移植に加え、独自の「CS MODE」と「DLC MODE」追加した作品。「DLC MODE」では他社のSTGやコンポーザーとのコラボレーションが話題を呼んだ。
- 2017年
  - 『アカとブルー』 - ケイブ出身のクリエイターが設立したタノシマスによる弾幕系シューティング。スマートデバイス向けSTGとしては異例となるアーケードへの逆移植を果たした。

### 3Dシューティング
- 1973年 - 『Maze War』 - ワイヤフレーム表示の迷路で戦う3Dシューティング。通信対戦をサポート。FPSの原型。
- 1974年 - 『Spasim』 - ワイヤフレーム表示の宇宙戦3Dシューティング。32人同時の通信対戦をサポート。
- 1978年 - 『Star Fire』 - グラフィックパターンによる擬似3Dの3Dシューティング。ビデオゲームで初めてハイスコア時のネームエントリーを導入したゲームでもある。
- 1979年 - 『Star Raiders』 - Atari 2600他用の宇宙戦3Dシューティング。シミュレーションゲームの要素も併せ持つ。後の『スターラスター』の原案になったと言われる。
- 1980年 - 『Battlezone』 - ワイヤフレーム表示の戦車戦3Dシューティング。
- 1983年 - 『スターウォーズ』 - 同名映画を題材としたワイヤフレーム表示の主観視点奥スクロールシューティング。
- 1984年
  - 『Elite』 - 宇宙船乗りとなり、星々を巡って交易や戦闘を行うなど、広大な仮想世界の中での自由度の高いゲームプレイを実現。8ビットコンピュータであるBBC Microなどにおいてワイヤフレーム表示による3D空間移動を再現していた。後に16ビットコンピュータであるIBM PC向けに表示をポリゴン化した『Elite Plus』が登場、これは日本のPC-98にも日本語化移植されている。
  - 『チューブパニック』 - 業界で初めてゲーム基板に回転機能を持たせた擬似3D表現の奥スクロールシューティング[3]。アップライト筐体とコクピット筐体の2種類が存在した。
- 1985年
  - 『スペースハリアー』 - スプライトを用いた擬似3D表現の奥スクロールシューティング。可動型大型筐体でも話題となる。
  - 『スターラスター』 - ファミコンでありながら3D空間移動を再現。エネルギー管理や拠点防衛など、シミュレーションゲームの要素も併せ持つ。複雑な内容に加え、3次元を表すレーダーの表記に癖があったこと、マニュアルが説明不足だったこともあり、当時の主なファミコンのユーザー層である低年齢層には広くは理解されなかった。
- 1987年 - 『アフターバーナーII』 - スプライトを用いた擬似3D表現の奥スクロールシューティング。また、可動型大型筐体の一つのピークであった。
- 1988年 - 『メタルホーク』 - 可動型大型筐体を用いた見下ろし視点の擬似3Dシューティング。箱庭状の3次元空間を自由に移動しながら戦う。
- 1989年 - 『ナイトストライカー』 - スペースハリアーのフォロワーだが、秀逸な筐体とBGMなど演出効果が優れていた。一風変わった得点稼ぎ方法も話題になる。
- 1990年 - 『ウィングコマンダー』 - AT-DOS用の宇宙戦3Dシューティング。当時としては美麗なグラフィックスと練りこまれたシナリオに基づく雄弁な演出で、海外で大ヒット。
- 1991年 - 『Wolfenstein 3D』 - FPSをジャンルとして確立。
- 1993年
  - 『スターフォックス』 - 特殊チップを積むことでポリゴンによる3D表現を実現したSFC用奥スクロールシューティング。
  - 『X-Wing』 - 『スターウォーズ』が題材。自機の各能力へのエネルギー配分管理というギミックとパズル要素の高いミッション群によりスペース・コンバット・シミュレーションを確立。
  - 『DOOM』 - 海外を中心に大ヒット。FPSは一躍メジャージャンルに。広大な閉鎖空間を探索・戦闘するスタイルはこの後しばらくの間、FPSの基本となった（DOOMクローンと呼ばれる）。
- 1994年 - 『ウィングコマンダーIII』 - 主役に『スター・ウォーズ・シリーズ』でルーク・スカイウォーカーを演じたマーク・ハミルを配し、膨大な実写カットシーンをハリウッドで撮影。カットシーンの映画に匹敵する完成度や練りこまれた設定やストーリーで全世界で100万本以上を売上げた。
- 1995年
  - SS、PSが発売。ハードウェアの進化によってサードパーソン・シューティングゲーム（TPS）と呼ばれるジャンルの作品が多く登場。
  - 『パンツァードラグーン』 - ストーリー演出に特化したTPSのスタイルを提唱。
- 1996年
  - 『Quake』 - フルポリゴン化された3D描画、インターネットをサポートしたマルチプレイ。キーボード移動とマウスルックというFPSにおける標準的な操作系を確立（ただしデフォルト設定ではなかった）。
  - 『エースコンバット2』 - シンプルなゲーム内容と美麗なグラフィックスでヒット。
- 1997年
  - 『スターフォックス64』 - 全世界で400万本以上を販売し、シューティングゲーム史上FPSを除いて最もヒットした作品となった。
  - 『ゴールデンアイ 007』 - NINTENDO64専用の作品。日本でのFPSの認知度向上に貢献した。
- 1998年
  - 『FreeSpace』 - 設定やメカデザイン、ストーリー・カットシーンのみならず、ゲームとしてのミッション内容など全てにおいて完成度の高いミッションクリア型のスペース・コンバット・シミュレーション。
  - 『ハーフライフ』 - FPSに強いドラマ性を導入した作品。リアルタイムで発生するイベントシーン（基本的に操作可能）や戦法の変更や逃亡さえ行う臨機応変なAI、謎解き、低い耐久力など以後のさまざまなゲームに多大な影響を与える要素が満載された。また、無数のMODも作成された。
  - 『Unreal』 - 当時としては圧倒的なグラフィック、閉鎖空間主体だったFPSにおいて開放感のある屋外マップを採用したことなどが特徴のスポーツ系FPS。対戦に特化した派生作品『Unreal Tournament』も製作・シリーズ化された。
- 2001年 - 
  - 『HALO』 - 家庭用ゲームハードのFPSでは世界で最もヒットしたSF系FPS。コンシューマ向けFPS・TPSの操作性の基礎を概ね確立したとされる。
  - 『Rez』 - 敵の倒し方によって変わる効果音や音楽との一体感を持たせる演出により、プレイヤーにグルーヴ感を生み出すようになっている。この、ある種の音楽ゲーム的なシステムとの融合は、(2D、3D問わず)後のシューティングゲーム作品でもしばし見られるようになっていく。
なおSTGの音楽ゲーム的アプローチは本作が初めてではなく、過去には『オトッキー』などでも試みられていた。
- 2002年
  - 『バトルフィールド1942』 - オンライン対戦に特化したFPS。歩兵戦を主体としながらも、そこに戦車戦や空中戦をシームレスに融合。
  - 『America's Army』 - アメリカ陸軍の訓練や規則などを忠実に再現。国家予算を投じて作られた。
- 2003年 - 『THE 地球防衛軍』 - 大量の強大な敵を極めて強力な火器で一掃する爽快感、シンプルで奥の深いゲームデザイン、特撮やB級映画を思わせる世界観など、低価格ソフトながら丁寧な作りでヒットした国産TPS。
- 2005年
  - 『F.E.A.R.』 - ホラーとミリタリーを融合させた異色の作品。シングルプレイに特化。日本のホラーゲーム『零』の影響を受けたとされる。
  - 『バイオハザード4』 - 前作までのホラーアドベンチャー主体のゲームデザインから戦闘系システムを先鋭化させTPSとしてゲーム性を昇華、以降のシリーズ作品にも大きな影響を与える。
- 2006年
  - 『PROJECT SYLPHEED』 - 次世代家庭用ハードでは初のスペース・コンバット・シミュレーション。
  - 『Gears of War』 - 伝統的に攻撃主体で防御面の要素が軽視されがちだったFPS・TPSにおいて防御の基本システムを確立・最大限に活用した作品。
- 2007年
  - 『Portal』 - FPSのシステムと高度な物理計算エンジンを利用したパズルアクションゲーム。数多くの賞を獲得した。
- 2009年
  - 『Paperman』 - FPSの敬遠要因のひとつであるゴア表現を徹底して排除した他、アニメ調のキャラクターや著名声優のキャスティング起用によりライト層にヒット。
  - 『ボーダーブレイク』 - アーケード用TPSとしては初のICカードによる継続プレイを前提とした作品。AC用FPSとしては『HL2サバイバー』で採用しているが、TPSとしては初。
- 2015年
  - 『スプラトゥーン』 - 「敵を撃って倒す」だけに依存しないゲームデザインや、ポップで親しみやすいビジュアルとキャラクターにより低年齢層を中心に幅広い層から支持を得てミリオンヒットとなる。
- 2016年
  - 『オーバーウォッチ』 - ロール製を採用し、個性的な性能を持つヒーローを用いて戦うFPS。世界各国にプロチームが結成されるなど盛り上がりを見せ、2016年のゲーム・オブ・ザ・イヤーを多数受賞している。近未来を舞台にしており、デジタルコミック、ウェブアニメ、小説などのメディアミックスも行われている。2022年に『オーバーウォッチ2』へ移行する形でサービスが終了した。
- 2017年
  - 『PLAYERUNKNOWN'S BATTLEGROUNDS』 - 最大100人参加によるサバイバルMOFPS/TPS。
  - 『フォートナイト』 - TPSにクラフトゲーム要素を加味。欧米圏では社会現象を起こす大ヒットとなる。
- 2020年
  - 『VALORANT』 - 高チックレートによるサーバ構築や幅広いPCスペックに対応したフレームレート、独自のアンチチートシステムなど競技シーン（eスポーツ化）を念頭に置いて制作されたタクティカルシューター。

### ガンシューティング
主要ガンシューティングゲームの一覧は、ガンシューティングゲームの項目を参照のこと。

## シューティングゲームを題材としたテレビ番組

### 『シューティングゲームの歴史』（Histoire Du Shooting Game）
2006年にフランスのゲーム専門チャンネル『Gameone』によって制作・放送された、2DSTGの特集番組。上記年表にある2DSTGの大部分について網羅。2DSTGの繁栄から衰退、そして現在（2005年）について解説。各2DSTGの面白さやヒット理由の分析、開発者へのインタビューなど、2DSTGの歴史について報道している番組。
有志による日本語訳がいくつか存在する。

### シューティングゲーム攻略軍団参上!
2009年にケーブルCS放送MONDO21にて放映された番組。毎回1つのタイトルを取り上げ、上級プレイヤーによる攻略映像を解説付きで流すという内容。